# شوشانة نتنياهو
شوشانة نتنياهو (بالعبرية: שושנה נתניהו‏) هي قاضية إسرائيلية، ولدت في 6 أبريل 1923 في مدينة دانزيغ الحرة.